# Kalendarium rządu Jana Krzysztofa Bieleckiego
Kalendarium rządu Jana Krzysztofa Bieleckiego opisuje powołanie rządu Jana Krzysztofa Bieleckiego, zmiany na stanowiskach ministrów, sekretarzy stanu, podsekretarzy stanu, wojewodów i wicewojewodów a także zmiany personalne na kierowniczych stanowiskach w urzędach centralnych podległych Radzie Ministrów.

## Zmiany w rządzie
Lista zmian personalnych na stanowiskach ministrów, sekretarzy stanu i podsekretarzy stanu.

### Rok 1991
| Powołanie | Odwołanie |
| 12 stycznia 1991 | 12 stycznia 1991 |
| --- | --- |
| - Leszka Balcerowicza na urzędy wiceprezesa Rady Ministrów i ministra finansów, - Michała Boniego na urząd ministra pracy i polityki socjalnej, - Wiesława Chrzanowskiego na urzędy ministra sprawiedliwości i prokuratora generalnego, - Jerzego Eysmontta na urząd ministra-kierownika Centralnego Urzędu Planowania, - Adama Glapińskiego na urząd ministra gospodarki przestrzennej i budownictwa, - Roberta Głębockiego na urząd ministra edukacji narodowej, - Piotra Kołodziejczyka na urząd ministra obrony narodowej, - Dariusza Ledworowskiego na urząd ministra współpracy gospodarczej z zagranicą, - Janusza Lewandowskiego na urząd ministra przekształceń własnościowych, - Henryka Majewskiego na urząd ministra spraw wewnętrznych, - Macieja Nowickiego na urząd ministra ochrony środowiska, zasobów naturalnych i leśnictwa, - Marka Rostworowskiego na urząd ministra kultury i sztuki, - Władysława Sidorowicza na urząd ministra zdrowia i opieki społecznej, - Krzysztofa Skubiszewskiego na urząd ministra spraw zagranicznych, - Jerzy Slezaka na urząd ministra łączności, - Adama Tańskiego na urząd ministra rolnictwa i gospodarki żywnościowej, - Ewarysta Waligórskiego na urząd ministra transportu i gospodarki morskiej, - Andrzeja Zawiślaka na urząd ministra przemysłu i handlu, - Krzysztofa Żabińskiego na urząd ministra-szefa Urzędu Rady Ministrów. | – |
| 22 marca 1991 | |
| - Witolda Karczewskiego na urząd przewodniczącego Komitetu Badań Naukowych. | – |
| 31 lipca 1991 | |
| – | - Czesława Skowronka z urzędu kierownika ministerstwa rynku wewnętrznego (powołany na ten urząd 12 stycznia 1991). |
| 31 sierpnia 1991 | |
| - Henryki Bochniarz na urząd ministra przemysłu i handlu. | - Andrzeja Zawiślaka z urzędu ministra przemysłu i handlu (powołany na ten urząd 12 stycznia 1991). |
| 25 listopada 1991 | |
| – | - Wiesława Chrzanowskiego z urzędów ministra sprawiedliwości i prokuratora generalnego (powołany na te urzędy urząd 12 stycznia 1991). |
| 23 grudnia 1991 | |
| – | - Leszka Balcerowicza z urzędów wiceprezesa Rady Ministrów i ministra finansów (powołany na te urzędy 12 stycznia 1991), - Michała Boniego z urzędu ministra pracy i polityki socjalnej (powołany na ten urząd 12 stycznia 1991), - Jerzego Eysmontta z urzędu ministra-kierownika Centralnego Urzędu Planowania (powołany na ten urząd 12 stycznia 1991), - Adama Glapińskiego z urzędu ministra gospodarki przestrzennej i budownictwa (powołany na ten urząd 12 stycznia 1991), - Roberta Głębockiego z urzędu ministra edukacji narodowej (powołany na ten urząd 12 stycznia 1991), - Piotra Kołodziejczyka z urzędu ministra obrony narodowej (powołany na ten urząd 12 stycznia 1991), - Dariusza Ledworowskiego z urzędu ministra współpracy gospodarczej z zagranicą (powołany na ten urząd 12 stycznia 1991), - Janusza Lewandowskiego z urzędu ministra przekształceń własnościowych (powołany na ten urząd 12 stycznia 1991), - Henryka Majewskiego z urzędu ministra spraw wewnętrznych (powołany na ten urząd 12 stycznia 1991), - Macieja Nowickiego z urzędu ministra ochrony środowiska, zasobów naturalnych i leśnictwa (powołany na ten urząd 12 stycznia 1991), - Marka Rostworowskiego z urzędu ministra kultury i sztuki (powołany na ten urząd 12 stycznia 1991), - Władysława Sidorowicza z urzędu ministra zdrowia i opieki społecznej (powołany na ten urząd 12 stycznia 1991), - Krzysztofa Skubiszewskiego z urzędu ministra spraw zagranicznych (powołany na ten urząd 12 stycznia 1991), - Jerzy Slezaka z urzędu ministra łączności (powołany na ten urząd 12 stycznia 1991), - Adama Tańskiego z urzędu ministra rolnictwa i gospodarki żywnościowej (powołany na ten urząd 12 stycznia 1991), - Ewarysta Waligórskiego z urzędu ministra transportu i gospodarki morskiej (powołany na ten urząd 12 stycznia 1991), - Krzysztofa Żabińskiego z urzędu ministra-szefa Urzędu Rady Ministrów (powołany na ten urząd 12 stycznia 1991), - Witolda Karczewskiego z urzędu przewodniczącego Komitetu Badań Naukowych (powołany na ten urząd 22 marca 1991), - Henryki Bochniarz z urzędu ministra przemysłu i handlu (powołana na ten urząd 31 sierpnia 1991). |